# چیستوپولیه
چیستوپولیه (انگلیسی: Chistopolye) یک شهرک در بخش راکیتیانسکی استان بلگورود کشور روسیه است.